# BATartventure Collection
De Peter Stuyvesant Collectie (na 2004: BATartventure Collection) was de kunstverzameling van de sigarettenfabrikant British American Tobacco.

## Ontstaan

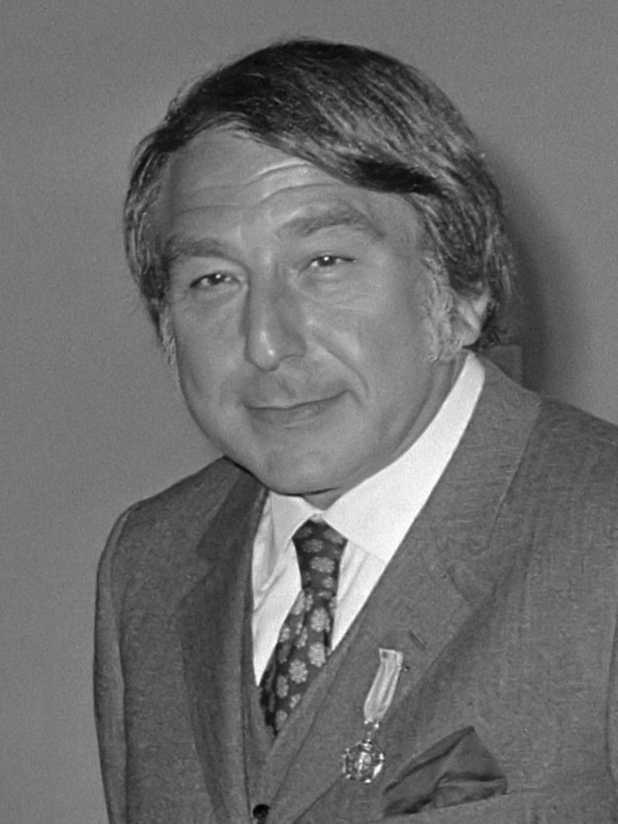
Alexander Orlow (1969)

Van 1920 tot 1960 had Turmac een fabriek in Zevenaar waar eigen merksigaretten geproduceerd werden. Nadien produceerde men in deze fabriek onder licentie onder meer het sigarettenmerk Peter Stuyvesant. De Fondation Europeenne de la Culture en de Nederlandse Kunststichting stelden in 1960 aan directeur Alexander Orlow voor een dertiental schilderijen in de fabriek tentoon te stellen. In het oog springende abstracte schilderijen werden opgehangen in de fabriek, boven de machines, met de bedoeling het monotone karakter van fabriekshallen te doorbreken en de werklust van de arbeiders te stimuleren. Nadat deze eerste dertien werken waren geschonken aan de onderneming besloot Orlow, vanwege het succes bij de werknemers, een kunstcollectie op te bouwen die uitgroeide tot de 'Peter Stuyvesant collectie'. Vanaf 1966 waren ook in het hoofdkantoor aan de Boelelaan in Amsterdam, door architect Hein Salomonson voorzien van een tentoonstellingsruimte, en in vestigingen van British American Tobacco in Groningen, Parijs, Boncourt, Zug, Lausanne en Madrid objecten uit de collectie te zien.

## De collectie
De kunstcollectie omvatte in 2007 zo'n 1400 werken van internationaal bekende kunstenaars, bijeengebracht met advies van Willem Sandberg, Wim Beeren, Renilde Hammacher-van den Brande, Edy de Wilde en Martijn Sanders.
Na de expressionistische en de abstracte golf van de jaren 50 en 60 werd de collectie aangevuld met popart, Nouveau Réalisme en de Nieuwe Wilden. Enkele bekende namen waren Karel Appel, Pierre Alechinsky, Woody van Amen, Armando, Max Bill, Constant, Corneille, Wifredo Lam, Jonathan Lasker, Robert Mangold, François Morellet, A.R. Penck, Serge Poliakoff, Jan Schoonhoven, Jesús Rafael Soto, Daniel Spoerri, Peter Struycken, Victor Vasarely en Bram van Velde. Delen van de collectie waren ook te zien op tentoonstellingen in onder andere het Stedelijk Museum in Amsterdam, de Fundació Joan Miró in Barcelona en het Centre Georges Pompidou in Parijs. Eenmalig werd een kunstopdracht Arttaxi’s in Parijs gegeven.

## Naamswijziging
De naamswijziging van 'Peter Stuyvesant Collectie' naar 'BATartventure Collection' was nodig, omdat de tabakswet van 2002 alle vormen van reclame en sponsoring voor tabaksproducten verbood. In 2009 besloot de directie van het bedrijf de fabriek in Zevenaar te sluiten en de kunstcollectie te verkopen.

## Veiling
Mede in verband met de naderende sluiting van de fabriek zocht de burgemeester van Zevenaar een nieuwe eigenaar voor de collectie, zodat de collectie intact en toegankelijk voor het publiek zou blijven. Hij zocht steun voor de idee om het fabriekscomplex in te richten als museum voor bedrijfskunst. Van veel kenners in de kunstwereld kreeg hij steun en ondersteuning. Het lukt zelfs om fondsen aan te boren tot een aanzienlijk bedrag van vele miljoenen, voldoende om de collectie te verwerven. Alle pogingen daartoe mislukten. In december 2009 werd definitief besloten om de hele collectie door Sotheby's te laten veilen. De eerste veiling van 163 werken uit de "kerncollectie" vond plaats op 8 maart 2010 in Amsterdam. Een deel van de opbrengst ging naar drie Nederlandse musea: het Stedelijk Museum (Amsterdam), het Cobra Museum voor Moderne Kunst Amstelveen en het Armando Museum in Amersfoort. Het tweede deel werd op 19 april 2011 geveild. Het restant werd aan de gemeente Zevenaar geschonken en is nu ondergebracht in het Liemers Museum.